# Пшивечежин (Зосін)
Пшивечежин (пол. Przywieczerzyn) — село в Польщі, у гміні Любане Влоцлавського повіту Куявсько-Поморського воєводства. Підпорядковане селу Зосін.
У 1975-1998 роках село належало до Влоцлавського воєводства.